# Kluyveromyces
Kluyveromyces  es un género de levaduras ascomicetos  en la familia de Saccharomycetaceae.  Algunas de sus especies, como K. marxianus, son las formas teleomorfo de las spp. de Candida.